# NGC 294
NGC 294 је расејано звездано јато у сазвежђу Тукан које се налази на NGC листи објеката дубоког неба.
Деклинација објекта је - 73° 22' 50" а ректасцензија 0h 53m 5,7s. Привидна величина (магнитуда) објекта NGC 294 износи 12,7. NGC 294 је још познат и под ознакама ESO 29-SC22.